# Медаль «30-летие Народной Польши»
Медаль «30-летие Народной Польши» (пол. Medal 30-lecia Polski Ludowej) — польская гражданская награда, учреждённая постановлением Государственного совета от 7 февраля 1974 года в ознаменование тридцатой годовщины основания Польской Народной Республики. Вручалась в качестве «признавая вклада трудящегося народа в социалистическое строительство и социально-экономическому развитие страны». Описание знака и правила его вручения были установлены постановлением Госсовета от того же дня. Указ об учреждении медали был отменён 23 декабря 1992 года.

## Условия награждения
Медаль вручалась за не менее чем 15 лет самоотверженной, выдающейся профессиональной деятельности на момент 30-летия Польской Народной Республики и за активную общественно-политическую деятельность.
Медаль вручалась Государственным советом один раз в 1974 году, начиная с 22 июля. Всего было вручено 229 049 медалей.

## Описание награды
Медаль представляла собой посеребрённый оксидированный диск диаметром 32 мм. На аверсе, в центре медали, расположен вдавленный квадрат с выпуклом изображение государственного герба. По обеим сторонам квадрата рельефные годы: «1944» и «1974», над ним помещена римское число «ХХХ», под ним — надпись «PRL». На реверсе медали, в центре, надпись в три строки «WALKA / PRACA / SOCJALIZM» («Борьба, труд, социализм»), окружённая венком из дубовых листьев.
Лента медали шириной 32 мм, красного цвета, с более светлыми оттенками по краям. В центре ленты серебристая металлическая или нашитая накладка в виде числа «ХХХ» высотой 6 мм с двумя горизонтальными полосами шириной 2 мм по бокам.
Медаль носили на левой стороне груди после медали «Заслуженным на поле Славы».
Дизайнером медали был Эдвард Горол.